# Унджян, Питер
Питер Хейг Унджян (англ. Peter Haig Oundjian) — канадский скрипач, дирижер и музыкальный педагог (имеет также гражданство Великобритании и США). Победитель международного конкурса скрипачей в Винья-дель-Маре (1980), первая скрипка Токийского струнного квартета (1981—1995), музыкальный директор Новой Синфониетты (Амстердам, 1998—2003), Торонтского симфонического оркестра (2004—2018) и Королевского шотландского национального оркестра (2012—2018), основной приглашенный дирижер Симфонического оркестра Колорадо (2003—2006) и Детройтского симфонического оркестра (2006—2009), главный дирижер Симфонического оркестра Колорадо (с 2022).

## Биография
Родился в 1955 году в Торонто. Мать — британка, отец — британец армянского происхождения. С 1960 года рос в лондонском пригороде Перли. Музыкальное образование начинал с фортепиано, на котором также играли отец и две сестры, но с 1963 года начал брать уроки игры на скрипке. Также пел в школьном хоре, а затем в группе мальчиков-сопрано в хоре Вестминстерского аббатства. В это время познакомился с композитором Бенджамином Бриттеном и участвовал в трёх записях его произведений.
Среднее образование заканчивал в школе Чартерхаус для мальчиков в Суррее, одновременно в 1968—1970 годах брал уроки скрипичной игры в Лондоне у Белы Катоны и в 1970—1972 годах у Мануга Парикяна. В 1974—1975 учился в Королевском колледже музыки в Лондоне, где был удостоен Тагоровской золотой медали как лучший ученик и Стуцкеровской премии за выдающееся скрипичное исполнение. По рекомендациям Иегуди Менухина и Пинхаса Цукермана (чей семинар посещал Унджян) был в 1975 году принят в нью-йоркскую Джульярдскую школу, где продолжал учебу до 1981 года. Занимался по классу скрипки у Ивана Галамяна (1975—1977), Ицхака Перлмана (1977—1978) и Дороти Делэй (1978—1980), изучал также дирижерское искусство.
В 1980 году выиграл международный конкурс скрипачей в Винья-дель-Маре (Чили), в этом и следующем году играл в составе Торонтского симфонического оркестра, а с 1981 года занял место первой скрипки в Токийском струнном квартете (Нью-Йорк). С этим ансамблем работал на протяжении 14 лет, записав за этот период более 35 альбомов и получив несколько номинаций на премию «Грэмми». Также в 1981 году начал преподавать как адъюнкт в Йельской школе музыки, продолжал работать в Йеле на протяжении 38 лет. Преподавал вначале по классу скрипки, а затем по классу дирижерского мастерства.
Скрипичную карьеру Унджяна прервала в 1995 году фокальная дистония левой руки. В результате он принял решение продолжить музыкальную карьеру как дирижер и взял ряд уроков у Андре Превина. Дирижерский дебют Унджяна состоялся 15 июля 1995 года на концерте в честь 50-летия Карамурского музыкального фестиваля с камерным оркестром Святого Луки, которым он дирижировал поочередно с Превином. Уже после дебютного выступления удостоился одобрения в прессе, в том числе в The New York Times. Провел еще ряд концертов в рамках Карамурского фестиваля и в 1997 году занял должность его художественного директора, в которой оставался до 2003 года. Одновременно в 1998—2003 годах был музыкальным директором амстердамской Новой синфониетты, в 2003—2006 годах основным приглашенным дирижером Симфонического оркестра Колорадо, а в 2006—2009 годах — основным приглашенным дирижером Детройтского симфонического оркестра.
В 2003 году назначен музыкальным директором Торонтского симфонического оркестра, став первым канадцем в этой должности со времен Эрнеста Макмиллана. Приступил к обязанностям в 2004 году. В 2007 году оркестр продлил контракт с Унджяном до 2012 года, а затем до 2018 года и под его руководством провел несколько концертных туров по Северной Америке и Европе. Унджян принял коллектив в скверном состоянии после ряда убыточных сезонов, но добился перелома в ситуации за счет обновления репертуара и подбора новых кадров (к моменту завершения работы с оркестром 2/3 исполнителей основного состава были отобраны им лично). В репертуар были добавлены популярные произведения эпохи позднего романтизма и постромантизма, были выпущены получившие хорошую прессу записи симфонических произведений Шостаковича, Рахманинова, Стравинского, Римского-Корсакова. Записанный в последний год работы Унджяна с Торонтским симфоническим оркестром альбом Vaughan Williams получил премию «Джуно» за лучший классический альбом для большого коллектива и был номинирован на «Грэмми».
Одновременно с работой в Торонто Унджян с 2012 по 2018 год был музыкальным директором Королевского шотландского национального оркестра, где также внес значительные изменения в программу, ориентируя ее на вкусы публики, и участвовал в нескольких международных турах, Брегенцком и Дрезденском фестивалях. Как приглашенный дирижер выступал со многими европейскими и североамериканскими коллективами (в том числе 10 разных оркестров в концертном сезоне 2018—2019). С 2016 года занимал должность главного дирижера Йельского филармонического оркестра. По окончании работы в Торонто занял должность музыкального директора Колорадского музыкального фестиваля, а в феврале 2022 года стал главным дирижером Колорадского симфонического оркестра.
Питер Унджян — почетный доктор консерватории Сан-Франциско (2009) и почетный фелло Королевской музыкальной консерватории (2022)